# Louisianská státní věznice
Louisianská státní věznice (anglicky Louisiana State Penitentiary) je věznice s maximální ostrahou, nacházející se v West Feliciana Parish v americkém státě Louisiana. Leží 200 km severozápadně od New Orleans a obtéká ji řeka Mississippi. Je také známá jako Angola nebo Alcatraz Jihu. Vězeňský statek má rozlohu 73 km² a je největším zařízením tohoto typu v USA. Jeho kapacita je 6300 vězňů a 1800 zaměstnanců. Je ve správě Louisiana Department of Public Safety & Corrections.
Na místě se původně nacházela plantáž Isaaca Franklina, na níž pracovali otroci z africké Angoly, což dalo místu název. Koncem devatenáctého století farma začala využívat nucené práce trestanců a v roce 1901 byla změněna na státní věznici. Stala se obávaným místem pro tvrdou práci při pěstování cukrové třtiny a pro časté výbuchy násilí. Většina odsouzených má doživotní tresty.
Věznice je jediným místem ve státě Louisiana, kde se vykonává trest smrti. Popravy se v letech 1957 až 1991 konaly na elektrickém křesle zvaném Gruesome Gertie. Vězněni zde byli Leadbelly, James Booker, Marlowe Parker, Carlos Marcello a Ronald Dominique. Albert Woodfox je znám tím, že v Louisianské státní věznici strávil rekordních 43 let v samovazbě.
Od roku 1965 se v areálu koná rodeo Angola Prison Rodeo. Návštěvníci mohou navštívit suvenýry vyrobené trestanci a navštívit muzeum. Vychází zde také vězeňský časopis The Angolite.
Natáčely se zde filmy Ples příšer, Fešák Johnny a Prohnilá země. Poměry v nápravném zařízení vylíčil dokumentární film The Farm: Angola, USA. Gil Scott-Heron o tomto místě složil píseň „Angola, Louisiana“ a Ray Davies píseň „Angola (Wrong Side of the Law)“. Alan Lomax sbíral ve třicátých letech mezi trestanci lidové písně. Řádová sestra Helen Prejean napsala o svém působení ve věznici knihu Dead Man Walking, v níž odmítla trest smrti.